# Hněvín (České středohoří)
Hněvín, v minulosti zvaný i Zámecká hora (německy Schloss Berg), je vrch přiléhající k severní části města Mostu a jeden z nejzápadnějších výběžků Českého středohoří. Jeho vrchol je ve výšce 407 metrů nad mořem. Na jeho vrcholu se nachází stejnojmenný novodobý hrad Hněvín s rozhlednou, které tvoří z dálky viditelnou dominantu města. Spolu se sousedním Širokým vrchem oddělují bývalou obec Souš, která je nyní místní částí města Mostu. Z východní a severní strany Hněvín obkružuje tzv. Mostecký koridor se čtyřpruhovou silnicí I. třídy č. 13 a 27 (I/13 a I/27, též i evropské silnice E 442) a železniční trať č. 130 Ústí nad Labem - Chomutov, které pokračují z Mostu do Chomutova. Na severozápadě navazuje na kopec zástavba Souše, na západě je Hněvín oddělen od Širokého vrchu sedlem (ulice V Rokli) a jih kopce je obrácen směrem k Mostu.

## Název
Původ názvu Hněvín leží v osobním jménu Hněva, což bylo jméno jednoho z členů rodu Hrabišiců, kteří zdejší krajinu v raném středověku kolonizovali. České označení Hněvín je však novodobé a užívá se zhruba od přelomu 19. a 20. století. Nejprve se vyskytovalo souběžně s pojmenováním Zámecká hora (podle překladu z německého označení Schloßberg). Stejně tak se hrad původně nazýval německy Landeswarte neboli Zemská stráž a teprve později došlo k posunu označení na Hněvín.

## Geologie
Hněvín je znělcový kopec, jedná se o vypreparovaný peň, či spíše magmatický krb erodovaného třetihorního vulkánu. Stáří znělce z Hněvína bylo určeno na 27,4 ± 2,5 miliónů let. Hornina vykazuje zvláštnost v obsahu stopových prvků: extrémně nízké relativní obsahy niklu a chromu a naopak vysoké obsahy zirkonu a niobu.

## Historie

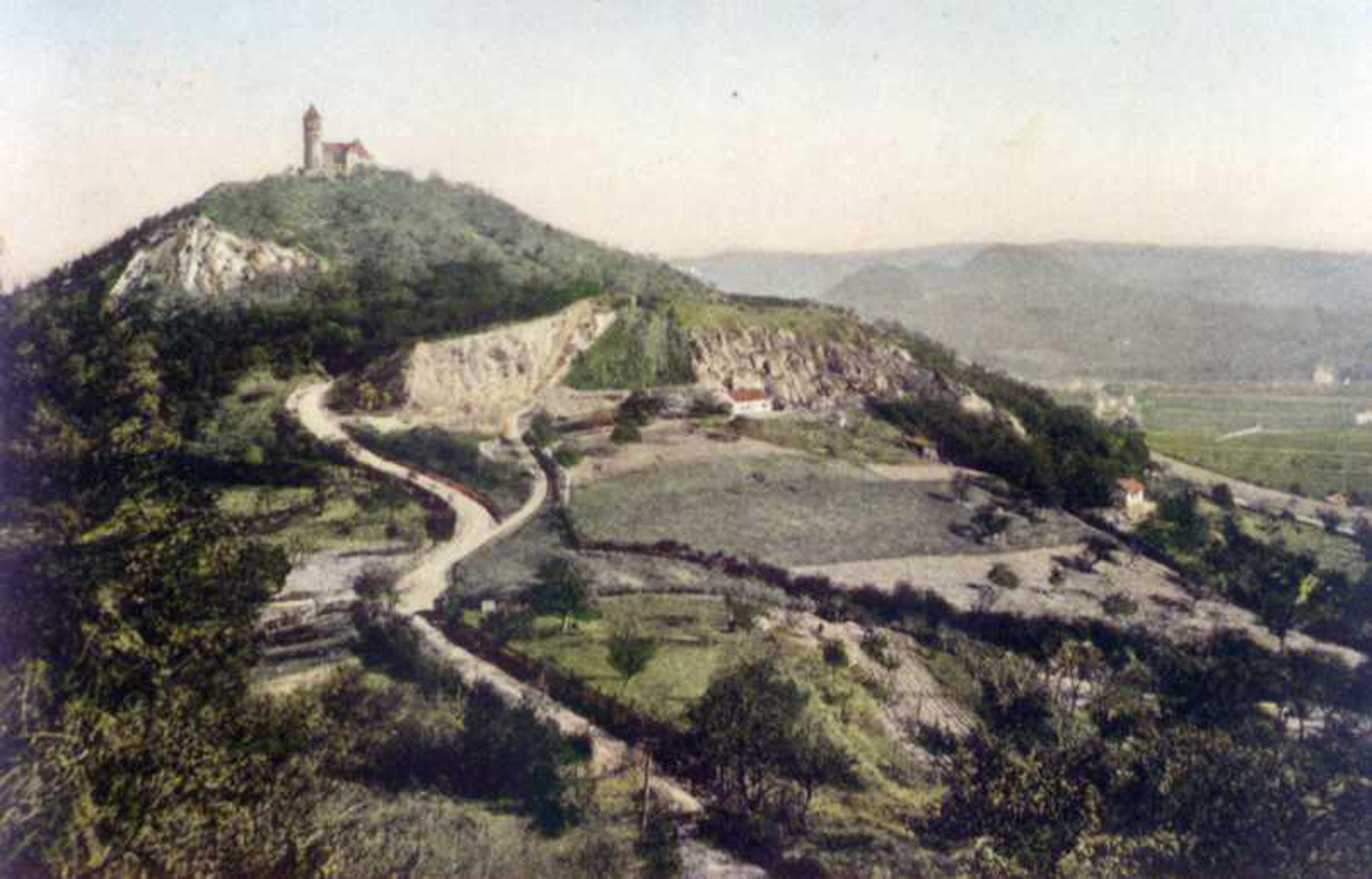
Pohled na Hněvín ze Širokého vrchu na počátku 20. století

Na vrcholu bylo nejspíš už v 9. století vybudováno opevněné hradiště, později přestavěné na kamenný hrad. Ten byl krátce po třicetileté válce zbořen a na přelomu 19. a 20. století obnoven. Poslední rekonstrukcí prošel hrad v letech 2000-2001. Při ní byla opravena i silnice vedoucí k hradu (ulice Hněvín). Na západní straně kopce v sedle stojí vodárna.
V roce 1374 panovník Karel IV. udělil mosteckým měšťanům právo na zakládání vinic, na jižních svazích Hněvína proto byly vybudovány viniční tratě. Za třicetileté války vinice částečně zpustly, ale v letech 1671-1679 byly terasy opět obnoveny. Během 18. a 19. století nicméně postupně vinice zmizely docela a byly přeměněny na zahrady nebo zarostly.
Na počátku 20. století se při úpatí Hněvína začala budovat nová vilová čtvrť. Z té doby se dochovaly především západní části ulice U města Chersonu a ulice Jana Žižky ukončená stavbou okresního sirotčince (dnes léčebna dlouhodobě nemocných). Východní části byly zbořeny při stavbě Ervěnického koridoru v 80. letech 20. století. Dnes je čtvrť pod Hněvínem jedinou dochovanou ze starého města Mostu. Při stavbě koridoru byly upraveny i severovýchodní svahy Hněvína. Poté byl při rekultivaci celý kopec zalesněn.

## Současnost
V roce 2004 byly na původních terasách obnoveny vinice. Pozemky byly vyčištěny od náletových křovin a zasazena vinná réva. Dnes je kopec oblíbeným místem výletů nejen kvůli samotnému hradu, ale i pro částečně lesoparkovou úpravu jeho terénu. Město Most plánuje vybudování cyklostezky, která povede i přes vrchol Hněvína.